# ヴァルデト・ラマ
ヴァルデト・シュケンダー・ラマ（Valdet Skënder Rama、1987年11月20日 - ）は、コソボ・ミトロヴィツァ出身のサッカー選手。ヴッパーターラーSVボルシア所属。ポジションはフォワードまたはミッドフィールダー。元アルバニア代表。

## クラブ経歴
2008-09シーズン、FCインゴルシュタット04でプロデビューすると、すぐにレギュラーとして活躍し始めた。しかし、2009年に移籍したハノーファー96では成功できず、2011年7月にスウェーデンのエーレブルーSKに加入した。
エーレブルーで復調したラマは2013年1月31日、ラ・リーガのレアル・バリャドリードに移籍した。これにより、ラマはスペイントップリーグの歴史において初のアルバニア人選手となった。翌2013-14シーズンは、スーパーサブとしての役割を担い、26試合に出場した。

## 代表経歴
2013年3月26日、リトアニア代表との試合でアルバニア代表デビュー。